# Зеевіс-ім-Преттігау
Зеевіс-ім-Преттігау (нім. Seewis im Prättigau) — громада  в Швейцарії в кантоні Граубюнден, регіон Преттігау/Давос.

## Географія
Громада розташована на відстані близько 170 км на схід від Берна, 18 км на північний схід від Кура.
Зеевіс-ім-Преттігау має площу 49,6 км², з яких на 1,9% дозволяється будівництво (житлове та будівництво доріг), 41% використовуються в сільськогосподарських цілях, 35% зайнято лісами, 22,1% не є продуктивними (річки, льодовики або гори).

## Демографія
2019 року в громаді мешкало 1370 осіб (-1,3% порівняно з 2010 роком), іноземців було 10,2%. Густота населення становила 28 осіб/км².
За віковим діапазоном населення розподілялося таким чином: 20,6% — особи молодші 20 років, 60,2% — особи у віці 20—64 років, 19,2% — особи у віці 65 років та старші. Було 574 помешкань (у середньому 2,4 особи в помешканні).
Із загальної кількості 522 працюючих 81 був зайнятий в первинному секторі, 212 — в обробній промисловості, 229 — в галузі послуг.